# Austin Football Club
Maillots
Actualités
Dernière mise à jour : 6 octobre 2024.
L'Austin Football Club est un club franchisé américain de soccer qui évolue en Major League Soccer, basé à Austin, au Texas.
Fondé en 2019, le club obtient une place en MLS pour la saison 2021. L'Austin FC joue ses rencontres à domicile au Q2 Stadium.

## Histoire

### Soccer à Austin
Austin FC est la première grande équipe sportive professionnelle de première division dans la région d'Austin,. L'expérience précédente de la ville avec le soccer professionnel comprend l'Aztex d'Austin, qui a déménagé à Orlando en 2008 et devient l'Orlando City SC en MLS et le club fondé en 2011, les Aztex d'Austin qui a cessé son activité en 2017 à la suite des inondations et tornades en 2015 qui ont détruit leur stade. Le club du Bold d'Austin créé en 2017, joue en USL Championship au Bold Stadium sur le Circuit des Amériques.

### En marche vers la MLS
En 2016, le maire de la ville texane Steve Adler reçoit un coup de fil de la MLS et de son commissaire, Don Garber : la ligue voit en ce marché une opportunité intéressante et l’avertit qu’elle voudrait s’y implanter. Adler est surpris de l’annonce puisqu’aucun groupe local ne l’a jamais approché avec une telle idée et en conclut que les nouveaux venus viendront forcément de l’extérieur, voire d’une relocalisation. Les discussions arrivent à rester secrètes entre la ligue, Austin et le mystérieux investisseur, jusqu’au 17 octobre 2017. Ce jour-là, Grant Wahl, indique dans un tweet qu’Anthony Precourt souhaite déplacer le Crew de Columbus à Austin pour la saison 2019,,,.
Le 22 août 2018, le groupe dévoile le nom et le logo de la franchise lors d'un événement à Austin. Le blason est conçu par le studio d'Austin The Butler Bros, qui a expliqué que le badge incluait la couleur de signature « Bright Verde » pour « projeter le dynamisme et l'énergie créative d'Austin », des chênes entrelacés qui « représentent le lien entre la franchise et la ville », et les quatre racines « représentant le nord, le sud, l’est et l’ouest d’Austin, symbolisent toutes les parties de la ville »,.
Le 12 octobre 2018, le propriétaire des Browns de Cleveland, Jimmy Haslam (en), publie une déclaration indiquant qu'il est en train d'acheter la franchise de Columbus, avec d'autres groupes locaux. La MLS annonce plus tard dans une déclaration sa volonté de garder la franchise à Columbus et que Precourt va obtenir les droits de créer une nouvelle franchise à Austin si l'accord est conclu,. 
Le 19 décembre 2018, Precourt Sports Ventures et la ville d'Austin ont conclu un accord de financement pour la construction du nouveau stade situé à McKalla Place,. Puis, le Crew est officiellement racheté le 28 décembre 2018 par le groupe d'investisseurs formé par les propriétaires de la franchise de la National Football League des Browns de Cleveland,.
Le 15 janvier 2019, Don Garber (en) annonce que la Major League Soccer accorde une franchise d'expansion au groupe d'Austin, celle-ci faisant ses débuts dans la ligue en 2021,,. Puis, en juillet 2019, le groupe de propriété change de nom et devient les Two Oak Ventures, pour attirer des célébrités et des hommes d'affaires locaux,.
Josh Wolff est le premier entraîneur de l'histoire de la franchise le 23 juillet 2019. Il est l'ancien assistant de Gregg Berhalter avec le Crew de Columbus et la sélection américaine. Puis, Claudio Reyna est nommé directeur sportif le 21 novembre,. Reyna est surtout renommé en MLS pour le travail qu’il a réalisé avec le NYCFC. Il supervisait l’ensemble du domaine sportif, de l’équipe première à l’académie, avec des résultats impressionnants à la clef.

## Palmarès et résultats

### Palmarès
| Compétitions nationales | Compétitions internationales                                      |
| ----------------------- | ----------------------------------------------------------------- |
| - Néant                 | - Ligue des champions de la CONCACAF - Une participation en 2023. |

### Bilan par saison
| Saison | Saison régulière | Saison régulière | Saison régulière | Saison régulière | Saison régulière | Saison régulière | Saison régulière | Position | Position | Coupe MLS            | US Open Cup    | Ligue des champions CONCACAF | Affl. moy. saison régulière | Affl. moy. séries éliminat. |
| Saison | M                | V                | N                | D                | BP               | BC               | Pts              | Conf.    | Ligue    | Coupe MLS            | US Open Cup    | Ligue des champions CONCACAF | Affl. moy. saison régulière | Affl. moy. séries éliminat. |
| ------ | ---------------- | ---------------- | ---------------- | ---------------- | ---------------- | ---------------- | ---------------- | -------- | -------- | -------------------- | -------------- | ---------------------------- | --------------------------- | --------------------------- |
| 2021   | 34               | 9                | 4                | 21               | 35               | 56               | 31               | 12e/13   | 24e/27   | Non qualifié         | Non tenue      | Non qualifié                 | 20 738                      | N/Q                         |
| 2022   | 34               | 16               | 8                | 10               | 65               | 49               | 56               | 2e/14    | 4e/28    | Finale de conférence | Troisième tour | Non qualifié                 | 20 738                      | 20 738                      |

#### Meilleurs buteurs par saison
| Saison | Meilleurs buteurs | Meilleurs buteurs |
| Saison | Joueurs           | Buts              |
| ------ | ----------------- | ----------------- |
| 2021   | Cecilio Domínguez | 7                 |
| 2022   | Sebastián Driussi | 25                |

## Structures sportives

### Stade
Le projet de construction du nouveau stade d'une capacité prévue de 20 000 places, initialement appelé « Austin FC Stadium », est dévoilé en 2018 et sera financé par le secteur privé pour 225 millions de dollars. Son implantation dans le nord d'Austin a été l'objet de controverses puisque des associations de riverains ont mis en avant,. La franchise signe un contrat de naming avec Q2 Holdings le 25 janvier 2021,,. Le stade est baptisé Q2 Stadium.
En seulement 24 heures, plus de 30 000 personnes avaient déposé un acompte pour un abonnement pour la saison inaugurale. Un record absolu en MLS et Anthony Precourt a d’ores et déjà confirmé que la capacité du stade pourrait être poussée à 30 000 places si nécessaire. Aujourd’hui, le nombre d’acomptes a dépassé les 40 000.

### Centre d'entraînement
Le 13 novembre 2019, la franchise annonce le projet de construction du futur centre d'entraînement et financé par le secteur privé pour 45 millions de dollars. Le centre d'entraînement est situé à Parmer Pond dans le nord-est d'Austin, avec quatre grand terrains, un avec une tribune de 1 000 places et une installation sportive de 9 000 m2,. La franchise signe un contrat de naming avec St. David’s HealthCare. Le centre d'entraînement est baptisé St. David's Performance Center.

## Personnalités du club

### Propriétaire
Le groupe Two Oak Ventures LLC est dirigé par Anthony Precourt (en). Le groupe d'investisseur comprend aussi, Matthew McConaughey, Eduardo Margain, Marius Haas, Bryan Sheffield (en), David Kahn et Toby Neugebauer (en),,.

### Entraîneurs
Le tableau suivant présente la liste des entraîneurs du club depuis 2021.
| Rang | Entraîneur   | Nationalité | Début            | Fin            | Matchs | Victoires | Nuls | Défaites | % victoires | Palmarès |
| ---- | ------------ | ----------- | ---------------- | -------------- | ------ | --------- | ---- | -------- | ----------- | -------- |
| 1    | Josh Wolff   | États-Unis  | 1er janvier 2020 | 6 octobre 2024 | 72     | 26        | 13   | 33       | 36.11%      |          |
| 2    | Nico Estévez | Espagne     | 25 octobre 2024  |                |        |           |      |          |             |          |

## Soutien et image

### Supporters et affluence
La franchise a quatre groupes de supporters : Austin Anthem, Burnt Orange Brigade, Los Verdes et un groupe basé à New Braunfels, l'Oak Army New Braunfels.